# San Jorge, Chiapas
San Jorge är en ort i Mexiko.   Den ligger i kommunen San Fernando och delstaten Chiapas, i den sydöstra delen av landet, 700 km öster om huvudstaden Mexico City. San Jorge ligger 811 meter över havet och antalet invånare är 281.
Terrängen runt San Jorge är kuperad åt sydväst, men åt nordost är den bergig. Terrängen runt San Jorge sluttar västerut. Runt San Jorge är det ganska tätbefolkat, med 116 invånare per kvadratkilometer. Närmaste större samhälle är Berriozábal, 17,5 km söder om San Jorge. I omgivningarna runt San Jorge växer huvudsakligen savannskog.